# Глотовское городское поселение
Гло́товское городско́е поселе́ние — муниципальное образование в составе Инзенского района Ульяновской области. Административный центр — рабочий посёлок Глотовка. 

## Население
| 2010  | 2012  | 2013  | 2014  | 2015  | 2016  | 2017  |
| ----- | ----- | ----- | ----- | ----- | ----- | ----- |
| 2828  | ↘2751 | ↘2665 | ↘2579 | ↘2503 | ↘2435 | ↘2364 |
| 2018  | 2019  | 2020  | 2021  |       |       |       |
| ↘2301 | ↘2203 | ↘2117 | ↗2129 |       |       |       |

## Состав городского поселения
В состав поселения входят 4 населённых пункта: 1 рабочий посёлок, 1 село, 1 посёлок и 1 разъезд.
| № | Населённый пункт | Тип населённого пункта                  | Население |
| - | ---------------- | --------------------------------------- | --------- |
| 1 | Глотовка         | рабочий посёлок, административный центр | ↘1837     |
| 2 | Неклюдовский     | посёлок                                 | 313       |
| 3 | Неклюдово        | село                                    | 87        |
| 4 | Юловка           | разъезд                                 | 0         |